# Heteroponera
Heteroponera is een geslacht van vliesvleugelige insecten van de familie Mieren (Formicidae).

## Soorten
- H. angulata Borgmeier, 1959
- H. brounii (Forel, 1892)
- H. carinifrons Mayr, 1887
- H. crozieri Taylor, 2011
- H. dentinodis (Mayr, 1887)
- H. dolo (Roger, 1860)
- H. flava Kempf, 1962
- H. georgesi Perrault, 1999
- H. imbellis (Emery, 1895)
- H. inca Brown, 1958
- H. inermis (Emery, 1894)
- H. leae (Wheeler, W.M., 1923)
- H. majeri Taylor, 2011
- H. mayri Kempf, 1962
- H. microps Borgmeier, 1957
- H. monticola Kempf & Brown, 1970
- H. panamensis (Forel, 1899)
- H. relicta (Wheeler, W.M., 1915)
- H. robusta Kempf, 1962